# FC Speranța Crihana Veche
FC Speranța Crihana Veche este un club de fotbal din Crihana Veche, raionul Cahul, Republica Moldova, care evoluează în prezent în Divizia Națională.

## Istoric
În sezonul 2010-2011, echipa a debutat în Divizia „A” încheind sezonul pe poziția a zecea cu 34 de puncte la activ. În acel sezon echipa a avut un debut reușit, ca mai apoi spre jumătatea sezonului să piardă puțin din ambiția debutantului.
În sezonul următor, echipa a arătat o evoluție mult mai stabilă și datorită venirii unor jucători experimentați și ambițioși din Divizia Națională. Speranța a luptat până în ultimele etape pentru obținerea primului loc, însă la final a cedat șefia clasamentului echipei Sheriff II Tiraspol. Echipa a încheiat sezonul cu 63 de puncte la activ și a promovat după ce a primit licența națională.
Sezonul 2012-2013, a fost cel de debut în Divizia Națională. Lotul echipei a fost alcătuit în mare parte din jucători în vârstă sau lipsiți de experiență. Pe durata sezonului echipa a fost condusă de o serie de antrenori printre care Veaceslav Rusnac, Oleg Bejenari, Igor Ursachi si Vitalie Culibaba.  Speranța a evitat retrogradarea după ce a încheiat sezonul pe locul 11, cu doar 19 puncte la activ, dar echipa Iskra-Stali Rîbnița a fost retrogradată direct în Divizia B.

## Lotul sezonului 2013-2014
La data de 17august 2013.
| Nr. |                   | Poziție | Jucător           |
| --- | ----------------- | ------- | ----------------- |
| 1   | Republica Moldova | P       | Dumitru Celeadnic |
| 2   | Republica Moldova | F       | Marcel Dulgheru   |
| 3   | Republica Moldova | F       | Cornel Schiopu    |
| 3   | România           | F       | Ionuț Nae         |
| 4   | Republica Moldova | F       | Timur Vâlcu       |
| 5   | Republica Moldova | F       | Eugen Celeadnic   |
| 6   | Republica Moldova | M       | Vasile Carauș     |
| 7   | Republica Moldova | F       | Maxim Boghiu      |
| 8   | Republica Moldova | A       | Sergiu Matei      |
| 9   | Republica Moldova | A       | Veaceslav Sofroni |
| 10  | Republica Moldova | M       | Vladimir Rassulov |

| Nr. |                   | Poziție | Jucător          |
| --- | ----------------- | ------- | ---------------- |
| 11  | Republica Moldova | M       | Eugen Gorceac    |
| 12  | Republica Moldova | P       | Dumitru Oleinic  |
| 13  | Tadjikistan       | M       | Firuz Yusupov    |
| 14  | Republica Moldova | F       | Andrei Tcaciuc   |
| 15  | Republica Moldova | F       | Mihai Cabac      |
| 16  | Republica Moldova | A       | Boris Țugui      |
| 17  | Republica Moldova | A       | Maxim Orîndaș    |
| 18  | Republica Moldova | A       | Ion Leagu        |
| 19  | Republica Moldova | A       | Octavian Onofrei |
| 20  | Republica Moldova | A       | Pavel Trofin     |
| 23  | România           | P       | Alexandru Iordan |

Antrenor
- Sorin Bucuroaia

## Palmares
- Divizia „A”
  - Locul 2: 2011-2012

- Divizia „B”
  - Câștigătoare: 2009-2010